# بیماری قلبی-عروقی
بیماری قلبی-عروقی (به انگلیسی: Cardiovascular disease) یا بیماری قلبی (heart disease) دسته‌ای از بیماری‌ها است که در قلب یا رگ‌ها (سرخرگ‌ها، مویرگ‌ها و سیاهرگ‌ها) رخ می‌دهد.
بیماری قلبی-عروقی به هر گونه بیماری که دستگاه گردش خون را تحت تأثیر قرار دهد اشاره دارد که شامل بیماری‌های قلبی، بیماری‌های عروقی مغز و کلیه و بیماری‌های شریانی می‌شود.

## انواع
- بیماری شریان‌های کرونری (همچنین بیماری‌های ایسکمیک قلب و بیماری شریان‌های کرونری)
- کاردیومیوپاتی - بیماری ماهیچه قلب
- بیماری قلبی فزون‌تنش - بیماری قلب پس از فشار خون بالا
- نارسایی قلب
- فشار خون بالا
- فشار خون پایین
- آریتمی قلب - نامنظم بودن ضربان قلب
- بیماری‌های التهابی قلب
  - اندوکاردیت – التهاب لایهٔ درونی قلب، درون‌شامه قلب.
  - کاردیومگالی ملتهب
  - التهاب ماهیچه قلب
- نارسایی دریچه قلب
- تب روماتیسمی
- پریکاردیت حاد
- آنفارکتوس حاد

## بیماری های قلبی در ایران
بیماری قلبی - عروقی نخستین علت مرگ و میر در ایران به شمار می‌رود به طوری که تقریباً ۴۰ درصد فوت جوانان در ایران به دلیل بیماری های قلبی-عروقی است که این آمار روبه افزایش است. الگوهای نامناسب غذایی و سبک زندگی ناسالم به طرز چشمگیری در افزایش این روند تاثیر دارد.

## روش های تشخیص
بسیاری از مشکلات قلبی که باعث تغییر وضعیت الکتریکی قلب می شوند از طریق الکتروکاردیوگرافی قابل تشخیص اند.الکتروکاردیوگرافی یا همان نوارقلبی آزمایش ساده ای است که فعالیت الکتریکی قلب را ثبت می کند. آنژیوگرافی ، اسکن اولتراسوند داپلر و اکوکاردیوگرافی یا سونوگرافی قلب هم از روش های تشخیص بیماری های قلبی است.